# Sonic the Hedgehog 2 (8 bit)
Sonic the Hedgehog 2 – druga gra z serii Sonic the Hedgehog wydana na konsolę Sega Master System i Sega Game Gear w 1992 roku. W tym tytule swój debiut zalicza Tails, który zostaje porwany przez Doktora Eggmana.
Gra została wydana równocześnie na konsole Sega Master System i Game Gear. Różnice pomiędzy obiema wersjami są takie, iż gra w wersji na Game Gear posiada mniejszą rozdzielczość, ale za to bogatszą paletę barw. Oprócz tego ta wersja wydaje się łatwiejsza, niektóre poziomy zostały delikatnie zmienione. Sprite Sonica został lekko zmniejszony i zmieniony, dodano nowe badniki. Ze względu na mniejszy „rozmiar gry” niektóre odległości zmniejszono a obiekty przybliżono. Gra wiele lat później również pojawiła się jako ukryta mini-gra w Sonic Adventure DX (gdzie umieszczono niemal wszystkie gry z niebieskim jeżem wydane na Game Gear jako odblokowywalne niespodzianki, dostępne po wykonaniu danej misji) oraz w kompilacji Sonic Mega Collection i Sonic Mega Collection Plus jako jedna z dostępnych tam gier.

## Fabuła
Najlepszy przyjaciel Sonica, pomarańczowy lis (kitsune) Tails zostaje uprowadzony przez mściwego i bezwzględnego Doktora Eggmana. Niebieski jeż jednak nie zamierza pozostać obojętnym wobec zaistniałej sytuacji i wyrusza w podróż, aby uratować przyjaciela.